# Parotis bitjealis
Parotis bitjealis là một loài bướm đêm trong họ Crambidae.